# Burca, Vrancea
Burca este un sat în comuna Vidra din județul Vrancea, Moldova, România.

## Personalități
- Vasile Chilian - în februarie 1917, cu ajutorul unei întinse grupări de neamuri și prieteni din toate satele Vrancei, ocupate de inamic, a înlesnit militarilor români rămași în teritoriul ocupat și prizonierilor evadați din lagărele nemțești să treacă pe ascuns linia frontului, dincolo în Moldova.[1]